# Григор'єв Герман Германович
Герман Германович Григор'єв (13 листопада 1939, Свердловськ, СРСР — 26 жовтня 2015) — радянський хокеїст і спортивний арбітр. Суддя міжнародної категорії. Тривалий час працював у Національному транспортному університеті.

## Біографія
Вихованець свердловської хокейної школи. Три сезони грав за місцеву команду майстрів «Спартак». У першій половині 60-х років захищав кольори команди Ленінградського інституту інженерів залізничного транспорту і московського «Локомотива». 1964 року переїхав до України, виступав за київське «Динамо». Один сезон провів у дніпродзержинському «Хіміку» (друга ліга). Всього у вищій лізі чемпіонату СРСР провів 12 сезонів (87 закинутих шайб). У складі студентської збірної СРСР здобув золоту нагороду на Універсіаді-1966 в Італії і срібну — на Універсіаді-1962 у Швейцарії. На початку 70-х років грав на аматорському рівні за команду заводу «Червоний екскаватор».
У 70-80 роках виходив на льодові арени як хокейний суддя. Зокрема відомо, що за підсумками сезону 1980/1981 Федерація хокею СРСР включила Германа Григор'єва до десятки найкращих арбітрів. Також відомо, що після сезону 1983/1984 його доробок у вищій лізі складав 114 матчів. Отримав міжнародну категорію.
1969 року закінчив Київський автомобільно-дорожній інститут за спеціальністю інженер-механік. Після завершення ігрової кар'єри працював на кафедрі, яка в різний час називалася «Автомобілі», «Автомобілі і трактори», «Автомобілі і двигуни». Спочатку обіймав посаду старшого наукового співробітника, згодом — завідувача навчальної та науково-дослідницької лабораторії кафедри. Розробник нового експериментального обладнання лабораторії кафедри, ентузіаст використання нових методів досліджень в автомобільній галузі. Значна частина стендів та установок лабораторії для виконання наукових досліджень та проведення лабораторних робіт виготовлена за його безпосередньої участі.

## Досягнення
- Чемпіон Універсіади (1): 1966
- Віце-чемпіон Універсіади (1): 1962

## Статистика
| Сезон   | Клуб                       | Ліга  | І  | Г  | П | О  | ШХ |
| ------- | -------------------------- | ----- | -- | -- | - | -- | -- |
| 1956-57 | «Спартак» (Свердловськ)    | вища  | -  | 0  | - | -  | -  |
| 1957-58 | «Спартак» (Свердловськ)    | вища  | -  | 6  | - | -  | -  |
| 1959-60 | «Спартак» (Свердловськ)    | вища  | -  | 16 | - | -  | -  |
|         | ЛІІЗТ (Ленінград)          | вища  | -  | 7  | - | -  | -  |
| 1960-61 | ЛІІЗТ (Ленінград)          | вища  | 12 | 12 | - | -  | -  |
| 1961-62 | «Локомотив» (Москва)       | вища  | 23 | 9  | 2 | 11 | 4  |
| 1962-63 | «Локомотив» (Москва)       | вища  | 22 | 5  | 1 | 6  | 6  |
| 1963-64 | «Локомотив» (Москва)       | вища  | -  | 6  | - | -  | -  |
| 1964-65 | «Динамо» (Київ)            | перша | 38 | 17 | 4 | 21 | 26 |
| 1965-66 | «Динамо» (Київ)            | вища  | 29 | 3  | 2 | 5  | 12 |
| 1966-67 | «Динамо» (Київ)            | вища  | 40 | 6  | 1 | 7  | 6  |
| 1967-68 | «Динамо» (Київ)            | вища  | 40 | 12 | 1 | 13 | 18 |
| 1968-69 | «Хімік» (Дніпродзержинськ) | друга | -  | 12 | - | -  | -  |
| 1969-70 | «Динамо» (Київ)            | вища  | 40 | 5  | - | -  | -  |